# Ꝍ
Pour les articles homonymes, voir O.
Cette page contient des caractères spéciaux ou non latins. S’ils s’affichent mal (▯, ?, etc.), consultez la page d’aide Unicode.
Ꝍ (minuscule ꝍ), appelé o bouclé ou oe bouclé, est une voyelle et un graphème utilisé en vieux norrois.

## Utilisation
Au Moyen Âge, l’o bouclé est utilisé en pour représenter /ɔ/, /øː/ ou /ey/,. C’est une variante de œ, étant dans certains mots utilisant l’un ou l’autre selon le document, par exemple : hœyra et hꝍyra, fœðer et fꝍðer.
En linguistique, l’o bouclé est utilisé comme symbole phonétique en dialectologie norvégienne notamment par Ingeborg Hoff (en) en 1946 et Reidar Myhre en 1952.

## Représentations informatiques
L’o dans l’o peut être représenté avec les caractères Unicode (latin étendu D) suivants :
| formes    | représentations | chaînes de caractères | points de code | descriptions                     |
| --------- | --------------- | --------------------- | -------------- | -------------------------------- |
| capitale  | Ꝍ               | Ꝍ                     | U+A74C         | lettre majuscule latine o bouclé |
| minuscule | ꝍ               | ꝍ                     | U+A74D         | lettre minuscule latine o bouclé |